# Vetter von der Lilie

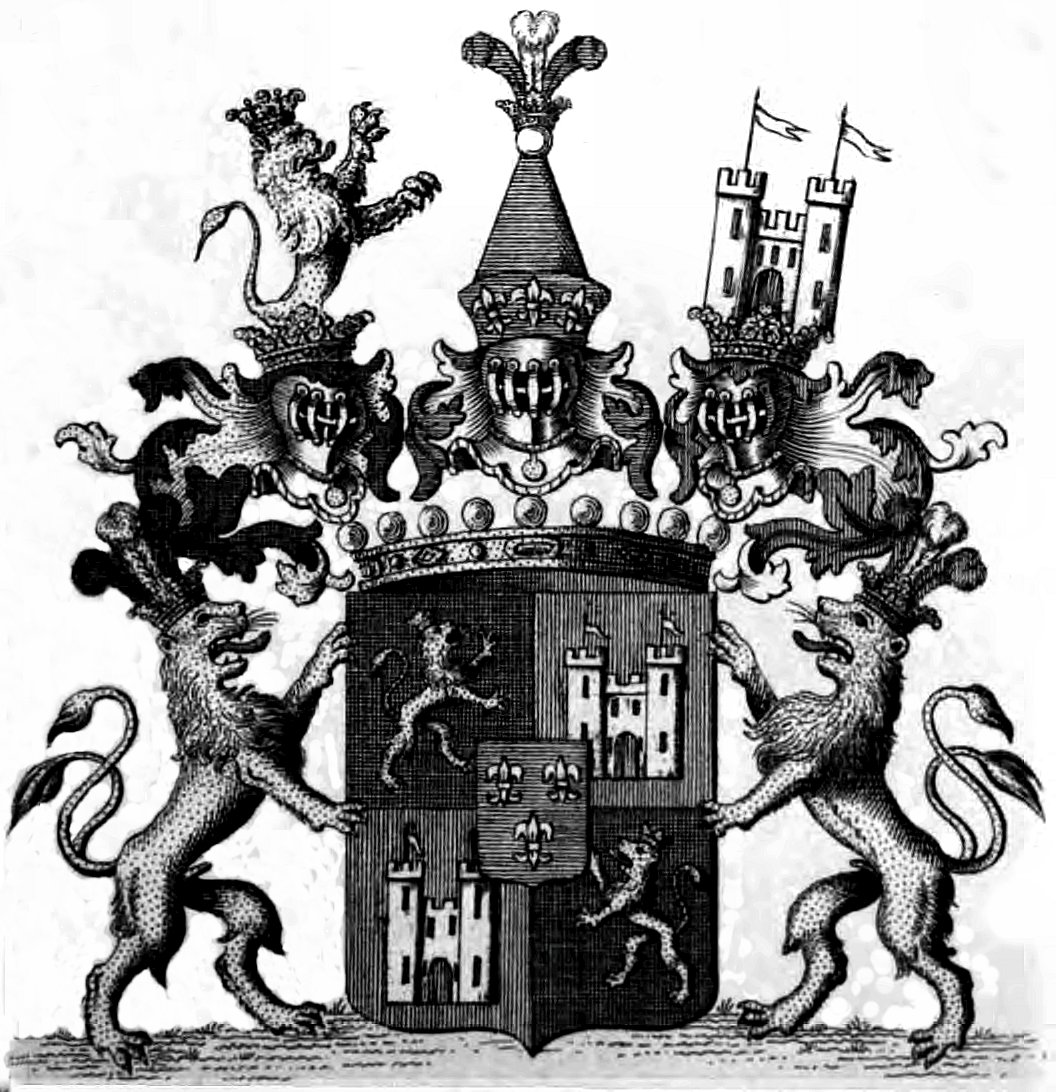
Wappen der Grafen Vetter von der Lilie 1653

Die Grafen Vetter von der Lilie, Freiherrn zu Burg Feistritz sind ein österreichisches Adelsgeschlecht, das aus der Untersteiermark stammt.

## Geschichte

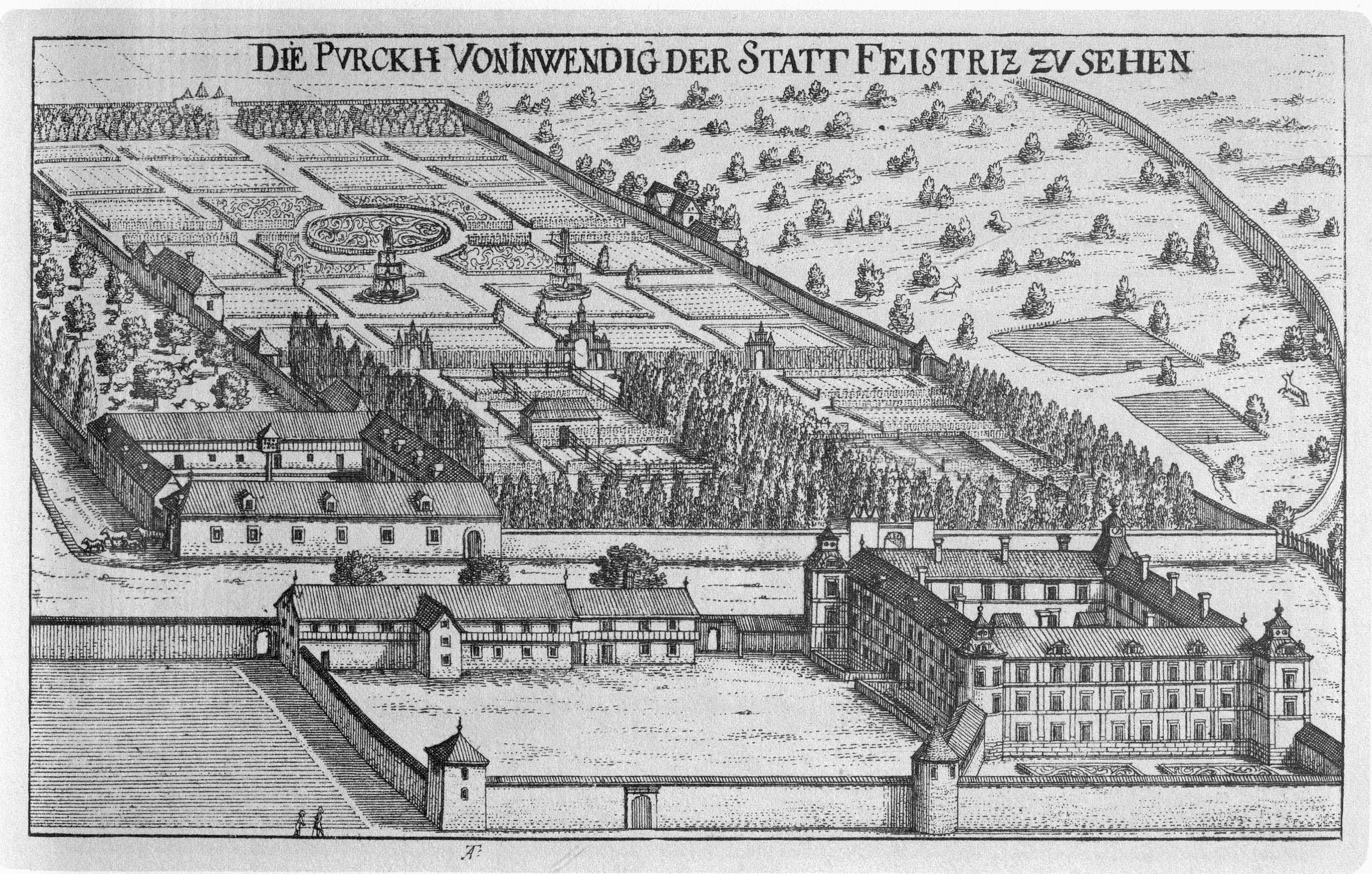
Schloss Feistritz, Slowenien

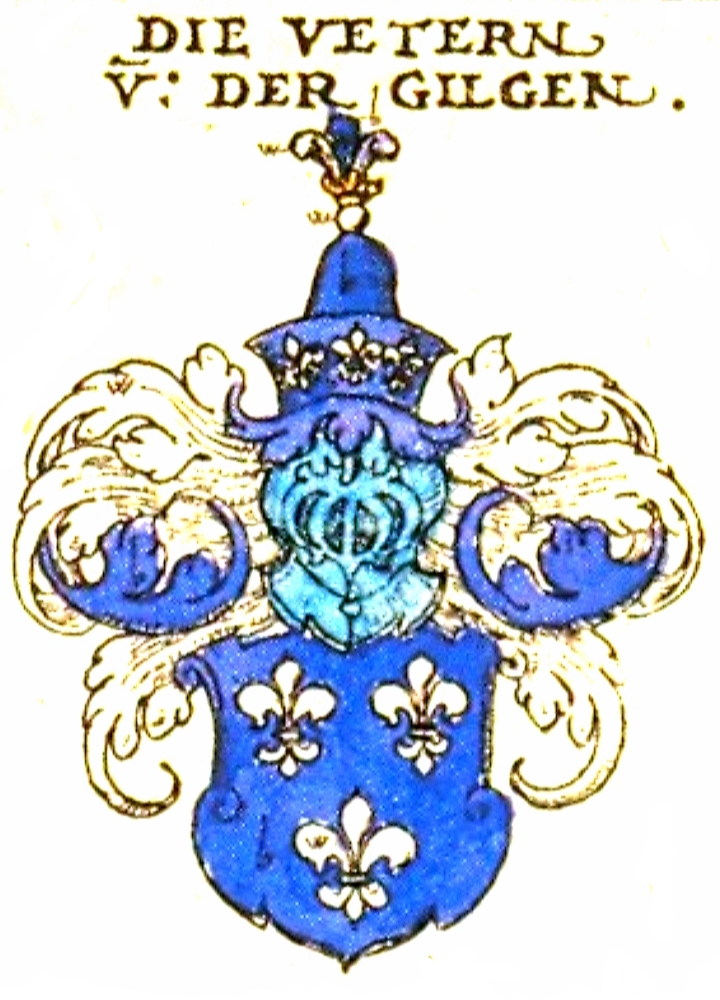
Wappen derer Vetter von der Gilgen in Johann Siebmachers Wappenbuch von 1605, Abteilung Bayerische Ritterschaft

Laut Familientradition sollen die „Vetter von der Lilie“ dem Haus Valois entspringen, nach Kneschke bayerischen Ursprungs sein. Die Herkunft der Familie liegt im Dunkeln. Die Genealogie lässt sich nur bis in die Zeit Kaiser Karls V. bestimmt verfolgen.
Nach Paul von Stetten stammten die mittelalterlichen, wappenverwandten Vetter von der Gilgen wie die mit ihnen stammesverwandten Vetter von dem Panthertier aus Donauwörth und gehörten daraufhin als Geschlechter dem spätmittelalterlichen Patriziat der Reichsstadt Augsburg an. Zur Zeit des Beginnens der Reformation waren einzelne Linien schon in den bayerischen Landadel übergegangen, während sie in Augsburg ausstarben. 1579 war Adam Vetter von der Gilgen unter anderem Statthalter des Hochstifts Regensburg und herzoglich bayerischer Rat zu München wie auch Hofratspräsident, sowie Herr auf Oberköllnbach. Im Jahr 1596 soll Adam Vetter von der Gilgen als der Letzte dieses Namens gestorben sein.
Der Stammvater der steirischen Familienlinie, Melchior Vetter, besaß 1529 außer Schloss und Herrschaft (Windisch-)Feistritz in der (slowenischen) Untersteiermark noch Tüffer, Thurnisch, einen Hof zu Pettau sowie ein Haus in Graz und erhielt am 25. März 1532 einen Wappenbrief. Das Geschlecht wurde 1587 unter die steiermärkischen Landstände aufgenommen. Johann (Hans) Vetter († 8. Mai 1594) war innerösterreichischer Hofkammerpräsident und Geheimer Rat. Der Enkel des Balthasar und Sohn des Johann, Friedrich Freiherr von Vetter, war Oberproviantmeister der windischen und petrianischen Grenze und erhielt am 8. Juli 1660 den Freiherrenstand.

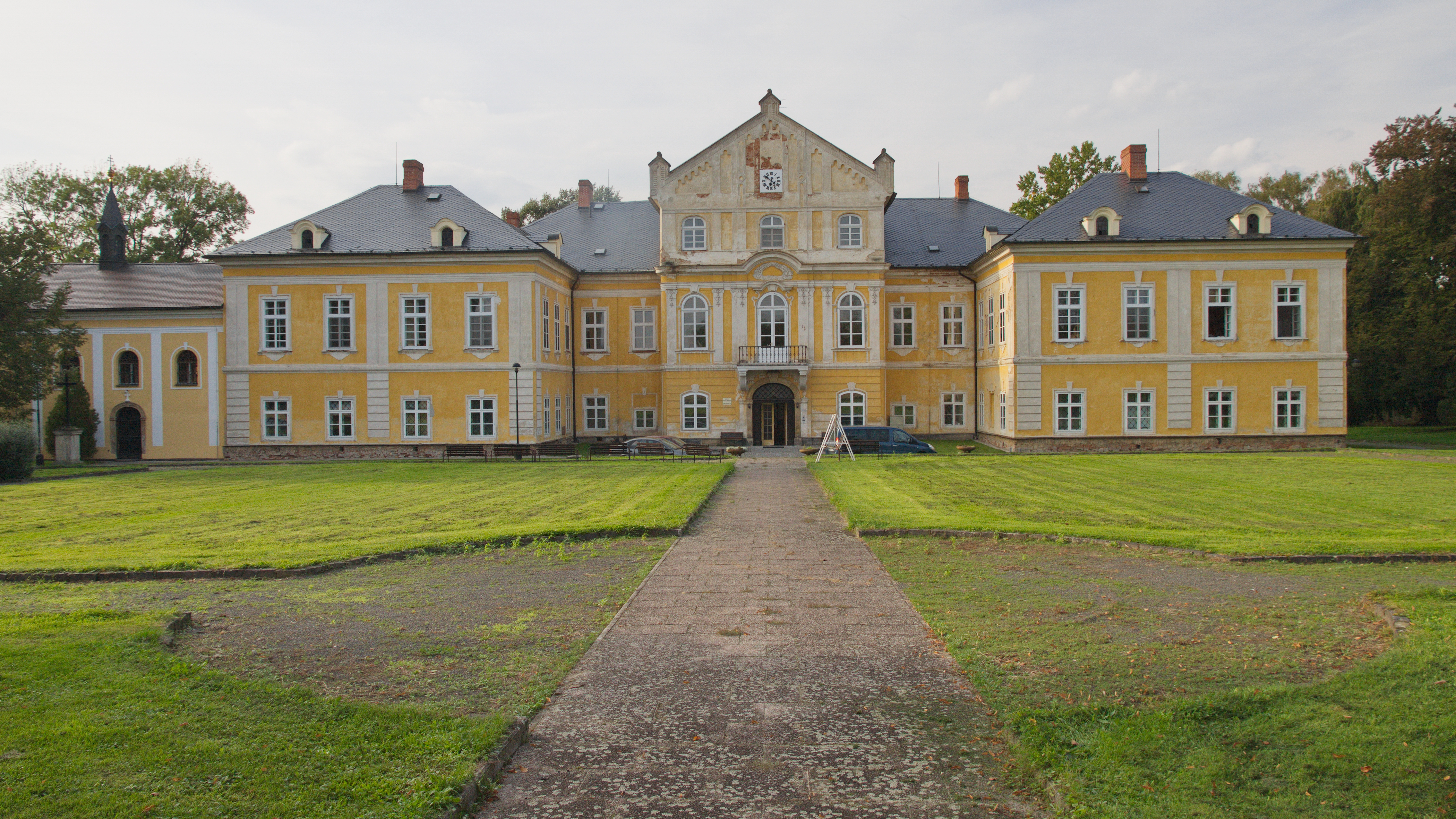
Schloss Neuhüb(e)l (Nová Horka), Mähren

Mit Diplom vom 1. Februar 1653 zu Regensburg wurde Johann Balthasar Vetter († 27. September 1661) durch Kaiser Ferdinand III. in den Reichsgrafenstand erhoben und durfte sich fortan Vetter Graf von der Lilie, Freiherr zu Burg Feistritz nennen. Diese Standeserhöhung galt auch für seine Nachfahren und seinen Bruder Johann Weikhard. Im Jahr 1660 kauften Balthasar und seine Brüder Neuhübl/Neuhübel, ein Dorf im mährischen Kuhländchen mit einem Schloss () und Mayerhof, für 16.500 fl. und 1672 überließen sie dieses ihrem Bruder Ferdinand Fortunat.
Bald darauf wurde die Familie auch in Schlesien ansässig. Nach Johann Sinapius erwarb Ferdinand Fortunatus († 1717) das Schloss und Rittergut Miestitz im Herzogtum Oppeln. Er nannte sich Graf Vetter von der Lilie, Freiherr zu Burg Feistritz, Herr auf Neuhübel Sikowitz, Engelswald, Kl.-Olbersdorf, Gortendorf, Nieder-Steinau und Miestitz. Karl Joseph, ein Nachfahr des Fortunat, des Fürstbischofs zu Olmütz Grafen zu Liechtenstein Rat und Lehenrechtsbeisetzer im Markgraftum Mähren, erwarb 1762 noch Kattendorf dazu.
Die Vetter von der Lilie wurden mit den Vetter von Lilienberg lange Zeit einer Familie (Vetter) zugeordnet, was nach heraldischem Standpunkt nicht haltbar ist, da zwei völlig unterschiedliche Wappen bestehen.

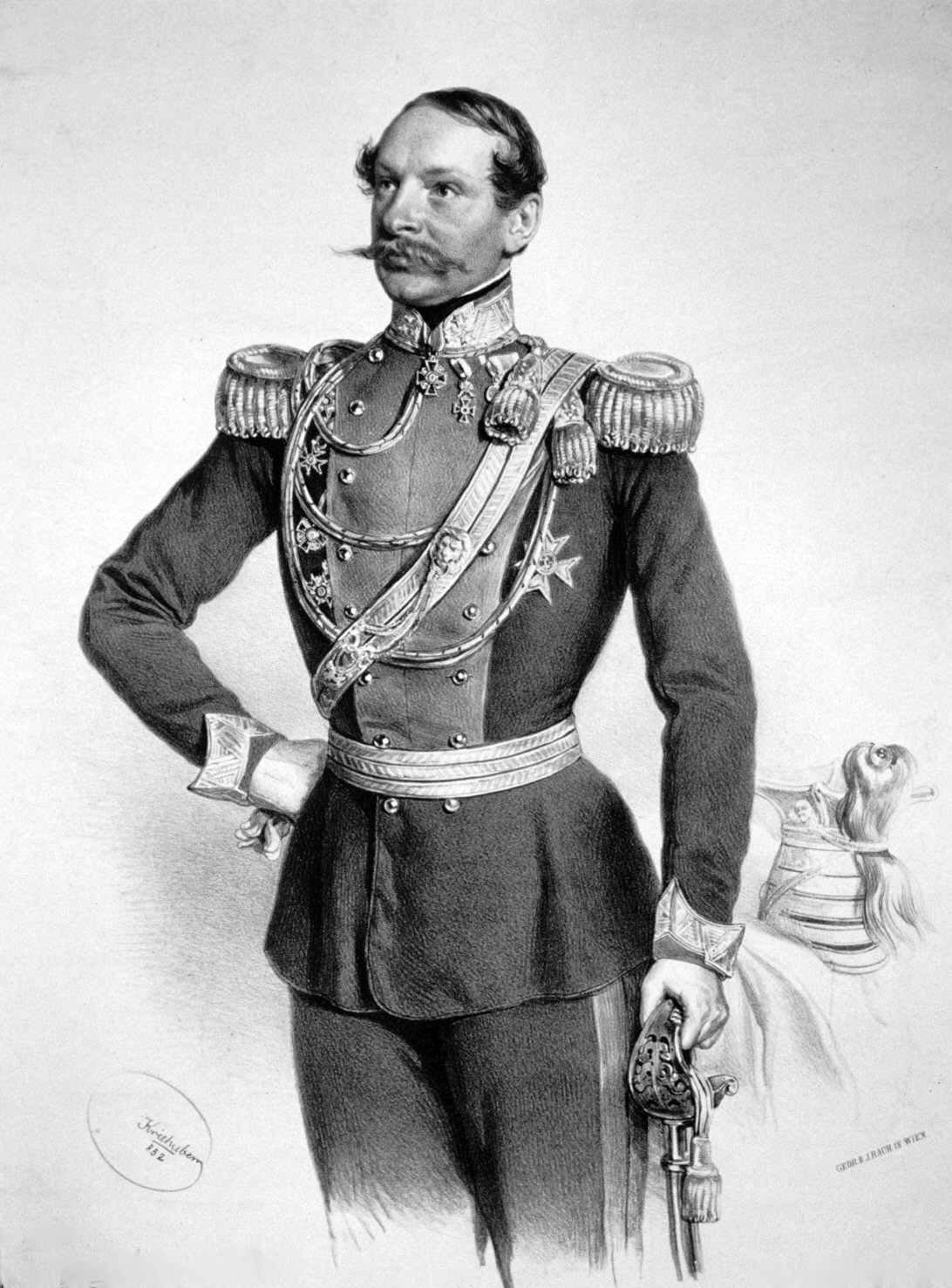
Ferdinand Vetter von der Lilie als Feldmarschalleutnant 1876

## Persönlichkeiten
- Karl Josef Franz Felix Fortunat Graf Vetter von der Lilie (* 10. Dezember 1719; † 4. Oktober 1792), Freiherr zu Burg Feistritz, Herr auf Neuhübel, Sikowitz, Engelswald, Kl.-Olbersdorf, Gortendorf, Nieder-Steinau und Miestitz, war des Fürstbischofs zu Olmütz Grafen zu Liechtenstein Rat und Lehenrechtsbeisetzer im Markgrafentum Mähren, bischöflicher Lehenshofrichter. Er war seit 12. Juni 1740 mit Maria Luisa Ludovika Gräfin Orlik Freiin von Laziska (* 29. Juli 1722 in Rudelsdorf/Niederschlesien: † 22. Januar 1802) vermählt.
- Ferdinand Graf Vetter von der Lilie (* 8. Juli 1812 in Neuhübl; † 15. September 1882 in den USA) war ein österreichischer Offizier, 1852 Oberst und Kommandant 3. Uhlanenregiments, sodann Generalmajor (1866), schließlich am 28. März 1876 Feldmarschallleutnant.[12] Er heiratete am 13. Oktober 1851 Josephine von Wachtler (* 13. Oktober 1827; † 16. Mai 1902).
- Gustav Nepomuk Karl Ferdinand Graf Vetter von der Lilie (14. August 1819 in Neuhübl; † 27. März 1897 in Sedlnitz, Mähren), war ein k. u. k. Generalmajor (23. April 1873).
- Felix Graf Vetter von der Lilie (* 18. März 1830 in Neuhübl; † 21. November 1913 ebenda), war der Sohn des Franz Graf Vetter von der Lilie (1789–1831) und der Antonia Gräfin Braida von Ronsecco und Cornigliano, unter anderem Allodialherr von Neuhübel, Fideikommißherr von Tüffer, vermählt am 25. Oktober 1855 mit Ida Gräfin Arz von und zu Arzio-Vasegg (* 1. Juli 1833 in Wigstein, Österreichisch-Schlesien; † 29. September 1903 in Neuhübl),[13] widmete sich zunächst dem Armeedienst, aber seit 1856 der Bewirtschaftung seiner mährischen Güter. Er war darauf mehrere Jahre Mitglied des Reichsrates und 1884–1906 Landeshauptmann von Mähren.
- Moritz Graf Vetter von der Lilie, Sohn des obigen (* 22. August 1856 in Troppau; † 20. September 1945 in Retz), studierte in Wien Rechtswissenschaft, trat 1879 als Verwaltungsbeamter in den Staatsdienst und wurde nach mehreren Jahren in Böhmen und Mähren 1888 in das Innenministerium berufen. 1889 kam er als Bezirkshauptmann nach Boskowitz in Mähren, dann als Statthaltereirat nach Brünn. Er verließ den Staatsdienst und war seit 1897 Mitglied, vom 8. Februar 1901 bis Jänner 1907 erster Präsident des Abgeordnetenhauses.

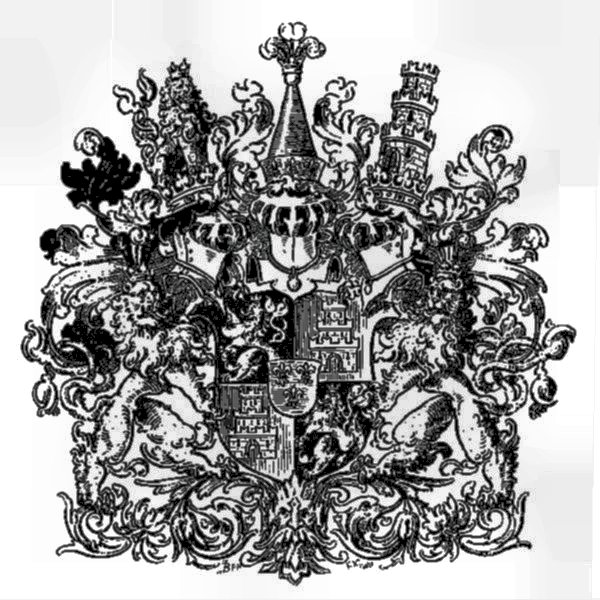
Wappen des Grafen Felix Vetter von der Lilie

## Wappen
1653:  Das Familienwappen ist von Schwarz und rot geviertet mit blauem Herzschild, in diesem drei (II. und I.) silberne Lilien. I. und IV. ein gekrönter, goldener, gegen die Teilung gekehrter Löwe. II. und III. eine silberne Burg mit zwei spitzbedachten Türmen, doppelter Zinnenmauer, geschlossenem schwarzen Tor, in jedem Turm zwei Fenster, in der äußeren Mauer beiderseits vom Tor fünf (III., II.) Schusslöcher. Über der Grafenkrone drei Helme, davon I. und III. gekrönt. I.: Der Löwe auf der Krone, die Decken schwarz-golden. II.: Blaue hohe Mütze mit gleichen Stulp, auf diesem nebeneinander drei silberne Lilien, auf der Spitze der Mütze eine goldene Kugel auf derselben ein goldenes, mit drei blau-golden-blauen Straußenfedern bestecktes Krönlein. Decken sind blau-silbern. III.: Die Burg auf der Krone. Die Decken sind rot-silbern. Zum vollständigen Wappen gehören noch zwei gekrönte, goldene Löwen als Schildhalter. Die Krone des Löwen zu rechts bestecken drei schwarz-golden-schwarze, die des zu links, drei rot-golden-rote Straußenfedern.

## Besitztümer
Nach dem Zweiten Weltkrieg verlor die Familie sämtliche Besitztümer in Böhmen und Mähren. Die Herrschaft von Neuhübel waren die Grafen Vetter von der Lilie. Sie hatten ihre Gruft in Klein-Olbersdorf.
Schloss Hautzenbichl in der Steiermark war seit 1883 in deren Besitz, fiel jedoch durch Heirat zwischen Pilgrim Freiherr von Pranckh, Herr auf Pux und Pachern, und Maria Antonia Gräfin Vetter von der Lilie 1954 an die Familie Pranckh.
1982 erwarb die Familie die ruinöse Burg Neuhaus (Steiermark) und ließ sie rekonstruieren.